# Список країн за кількістю емігрантів
Спи́сок 30 краї́н з найбі́льшим число́м емігра́нтів, та 30 пе́рших краї́н за кі́лькістю емігра́нтів (у відсотках) від всього населення.

## Дані
Дані отримані зі Статистичного довідника «Міграція і грошові перекази 2011» який підготували фахівці відділу Світового банку по оцінці перспектив розвитку. Своєю чергою цей довідник містить дані з Бази даних Відділу ООН з народонаселення (англ. UNPD 2010) — найповнішого джерела відомостей про обсяги міжнародної міграції за період з 1960 р. по 2010 р. Також використовуються інші джерела, зокрема дані зі статистичних органів різних країн. Список відображає показники станом на жовтень 2010 р.
Згідно з «Рекомендаціями щодо статистичних даних про міжнародну міграцію» (1998 р.) Відділу ООН по статистиці, особами, які перебувають в довгостроковій міграції, вважаються особи, які переїхали в країну, яка не є для них країною постійного проживання, на термін не менше 1 року, таким чином, країна призначення фактично стає для них новою країною постійного проживання. Особи, які перебувають в короткостроковій міграції, вважаються особи, які переїжджають в країну, яка не є для них країною постійного проживання, на термін не менше 3 місяців, але не більше 1 року, крім випадків, коли переїзд пов'язаний з відпочинком, відпусткою, відвідуванням друзів і родичів, з комерційними цілями, лікуванням, паломництвом (англ. UN Statistics Division 1998).
Терміни перебування іноземців в країні, після закінчення яких вони вважаються мігрантами, в різних країнах різні. Наприклад, згідно з визначенням ООН, іноземні студенти, що проходять навчання в країні понад 1 року, повинні вважатися мігрантами.
Враховуються будь-які території з населенням понад 30 тисяч мешканців, в яких органи влади ведуть окрему статистику соціально-економічних показників. Єдиний виняток — Палау; населення цієї держави менш як 30 тисяч, але вона включена в класифікацію, оскільки є членом Світового банку.
| Зверніть увагу на те, що офіційні дані окремих країн про міжнародну міграцію нерідко є неповними, неактуальними, а показники по деяких країнах не піддаються коректному порівняльному аналізу. Також оцінка чисельності мігрантів може бути заниженою в силу використання нелегальних каналів перетину кордонів, невпорядкованості процесу міграції та відсутності чіткого визначення поняття - «мігрант». |

## Кількість емігрантів на жовтень 2010
| Місце | Країна                      | Млн осіб |
| ----- | --------------------------- | -------- |
| 1     | Мексика                     | 11,9     |
| 2     | Індія                       | 11,4     |
| 3     | Росія                       | 11,1     |
| 4     | КНР                         | 8,3      |
| 5     | Україна                     | 6,6      |
| 6     | Бангладеш                   | 5,4      |
| 7     | Пакистан                    | 4,7      |
| 8     | Велика Британія             | 4,7      |
| 9     | Філіппіни                   | 4,3      |
| 10    | Туреччина                   | 4,3      |
| 11    | Єгипет                      | 3,7      |
| 12    | Казахстан                   | 3,7      |
| 13    | Німеччина                   | 3,5      |
| 14    | Італія                      | 3,5      |
| 15    | Польща                      | 3,1      |
| 16    | Марокко                     | 3,0      |
| 17    | Західний берег річки Йордан | 3,0      |
| 18    | Румунія                     | 2,8      |
| 19    | Індонезія                   | 2,5      |
| 20    | США                         | 2,4      |
| 21    | Афганістан                  | 2,3      |
| 22    | Португалія                  | 2,2      |
| 23    | В'єтнам                     | 2,2      |
| 24    | Колумбія                    | 2,1      |
| 25    | Південна Корея              | 2,1      |
| 26    | Узбекистан                  | 2,0      |
| 27    | Шрі-Ланка                   | 1,8      |
| 28    | Білорусь                    | 1,8      |
| 29    | Франція                     | 1,7      |
| 30    | Пуерто-Рико                 | 1,7      |

## Відсоток емігрантів від всього населення на жовтень 2010
| Місце | Країна                      | % від населення |
| ----- | --------------------------- | --------------- |
| 1     | Західний берег річки Йордан | 68,3            |
| 2     | Самоа                       | 67,3            |
| 3     | Гренада                     | 65,5            |
| 4     | Сент-Кіттс і Невіс          | 61,0            |
| 5     | Гаяна                       | 56,8            |
| 6     | Монако                      | 56,4            |
| 7     | Антигуа і Барбуда           | 48,3            |
| 8     | Тонга                       | 45,4            |
| 9     | Албанія                     | 45,4            |
| 10    | Барбадос                    | 41,0            |
| 11    | Суринам                     | 39,0            |
| 12    | Боснія і Герцеговина        | 38,9            |
| 13    | Палау                       | 38,8            |
| 14    | Сент-Вінсент і Гренадини    | 37,6            |
| 15    | Кабо-Верде                  | 37,5            |
| 16    | Ямайка                      | 36,1            |
| 17    | Вірменія                    | 28,2            |
| 18    | Тринідад і Тобаго           | 26,7            |
| 19    | Мальта                      | 26,2            |
| 20    | Грузія                      | 25,1            |
| 21    | Бермудські Острови          | 24,1            |
| 22    | Казахстан                   | 23,6            |
| 23    | Сент-Люсія                  | 23,2            |
| 24    | Югославія (колишня)         | 21,9            |
| 25    | Сан-Томе і Принсіпі         | 21,9            |
| 26    | Молдова                     | 21,5            |
| 27    | Фіджі                       | 21,3            |
| 28    | Португалія                  | 20,8            |
| 29    | Лесото                      | 20,5            |
| 30    | Сальвадор                   | 20,5            |